# Conus naranjus
Conus naranjus é uma espécie de gastrópode do gênero Conus, pertencente à família Conidae.